# Louis Abelly
Louis Abelly (Parigi, giugno 1604 – Parigi, 4 ottobre 1691) è stato un vescovo cattolico e teologo francese.
Collaboratore di San Vincenzo de' Paoli, del quale scrisse la vita, nel 1664 fu eletto vescovo di Rodez. Dopo due anni, per motivi di salute, tornò a Parigi, dove visse ritirato nel convento di Saint-Lazare, prendendo parte alla lotta contro il giansenismo.

## Opere
- 1650-1 – Medulla theologica in due volumi
- 1654 – De l'obéissance et soumission qui est due à notre saint-père

## Genealogia episcopale e successione apostolica
La genealogia episcopale è:
- Cardinale Guillaume d'Estouteville, O.S.B.Clun.
- Papa Sisto IV
- Papa Giulio II
- Cardinale Raffaele Sansone Riario
- Papa Leone X
- Papa Clemente VII
- Cardinale Antonio Sanseverino, O.S.Io.Hieros.
- Cardinale Giovanni Michele Saraceni
- Papa Pio V
- Cardinale Innico d'Avalos d'Aragona, O.S.Iacobi
- Cardinale Scipione Gonzaga
- Patriarca Fabio Biondi
- Cardinale Michelangelo Tonti
- Cardinale Domenico Rivarola
- Vescovo Gilles de Souvre
- Vescovo Gilles Boutault
- Arcivescovo Hardouin de Péréfixe de Beaumont
- Vescovo Louis Abelly